# Stuart H. Pappé
Pour les articles homonymes, voir Pappé.
Stuart Herbert Pappé, né le 6 juillet 1936 à Los Angeles, en Californie (États-Unis), est un monteur de films américain.

## Biographie
Stuart H. Pappé apprend son métier en tant que monteur chez MCA/Universal.
Sa première implication dans un film est dans la comédie d'espionnage La Folle Mission du docteur Schaeffer (1967) de Theodore J. Flicker (en), avec James Coburn. Depuis, Stuart H. Pappé a réalisé le montage de plus de trente films, dont la comédie Class (1983) avec Jacqueline Bisset, le thriller Huit Millions de façons de mourir (8 Million Ways to Die, 1986), avec Jeff Bridges, le film dramatique La Gagne (Chicago Blues, 1987), avec Matt Dillon, la comédie Scènes de ménage dans un centre commercial (A Normal Wedding Day', 1991) avec Bette Midler, la biographie cinématographique Tina (1993) avec Angela Bassett, la comédie Sister Act, acte 2 (Sister Act 2 - On a Divine Mission, 1993) avec Whoopi Goldberg, la comédie Mr. Magoo (1997) avec Leslie Nielsen et la comédie d'aventure Bande de sauvages (Born to be Wild) avec Tim Allen.

## Filmographie partielle

### Au cinéma
- 1967 : La Folle Mission du docteur Schaeffer de Theodore J. Flicker (en)
- 1969 : Bob et Carol et Ted et Alice
- 1970 : Alex in Wonderland de Paul Mazursky
- 1978 : Oliver's Story de John Korty
- 1978 : Une femme libre
- 1979 : Les Seigneurs
- 1980 : Carny
- 1983 : Class
- 1984 : Songwriter
- 1986 : Huit Millions de façons de mourir
- 1987 : La Gagne
- 1988 : Pleine Lune sur Parador
- 1989 : Ennemies, une histoire d'amour
- 1991 : Scènes de ménage dans un centre commercial
- 1993 : Tina
- 1993 : Sister Act, acte 2 (Sister Act 2 : Back in the Habit)
- 1995 : Duo mortel
- 1997 : Mr. Magoo
- 1997 : George de la jungle
- 1997 : Wild America
- 2001 : American Pie 2
- 2002 : Méchant Menteur (Big Fat Liar)
- 2003 : American Pie : Marions-les ! (American Wedding)
- 2004 : FBI : Fausses blondes infiltrées
- 2005 : Match en famille
- 2007 : Bande de sauvages (Wild Hogs)

## Récompenses et distinctions
- Daytime Emmy Awards 1986 : réalisation exceptionnelle dans le domaine de la vidéo (Outstanding Achievement in Videotape) pour le montage de l'épisode « Babies Having Babies » de la série CBS Schoolbreak Special